# Nhà máy nước Thủ Đức
Nhà máy nước Thủ Đức là một nhà máy lọc nước ở phường Linh Trung, thành phố Thủ Đức, Thành phố Hồ Chí Minh. Được xây dựng năm 1966, đây là nhà máy nước lớn nhất Đông Nam Á thời điểm đó. Tính đến năm 2019, nhà máy nước Thủ Đức là nhà máy nước lớn nhất Thành phố Hồ Chí Minh và khu vực miền Nam, có quy mô lớn nhất Đông Nam Á, cung cấp phần lớn nguồn nước sạch cho cư dân thành phố.

## Lịch sử
Nhà máy nước Thủ Đức được chính quyền Việt Nam Cộng hòa thành lập ngày 12 tháng 12 năm 1966 với tên gọi Sở sản xuất nước sông Đồng Nai. Giai đoạn đầu, nhà máy nước này hoạt động với công suất 450.000m³/ngày, cung cấp 90% nước sạch cho cư dân Thành phố Sài Gòn. Nhiều ngày trước sự kiện 30 tháng 4 năm 1975, chính quyền Việt Nam Cộng hòa đưa quân tới canh giữ nhà máy này. Sáng ngày 30 tháng 4, một nhóm công nhân nằm vùng đã lén treo cờ Mặt trận Dân tộc Giải phóng miền Nam Việt Nam lên nóc nhà máy đồng thời loan tin rằng Quân Giải phóng miền Nam Việt Nam đã vào được nhà máy khiến lính bảo an và xe tăng canh gác lập tức bỏ đi. Sau 1975, nhà máy được chính phủ Cộng hòa Miền Nam Việt Nam và Cộng hòa Xã hội chủ nghĩa Việt Nam tiếp quản. Từ giai đoạn 1975–1982, bất chấp kinh tế khó khăn, chính quyền Việt Nam vẫn nỗ lực nâng công suất nhà máy tăng lên khoảng 560.000m³/ngày. Từ năm 1982–1985, dựa vào nguồn vật tư có sẵn, nhà máy tiến hành thay 6 bộ cánh bơm để nâng công suất lên khoảng 650.000m³/ngày. Hiện nay, nhà máy này hoạt động với công suất 850.000 m³/ngày.

## Vận hành
Nguồn nước cung cấp cho cư dân Thành phố Hồ Chí Minh được Tổng Công ty cấp nước Sài Gòn phân bổ qua 7 nhà máy nước lớn vài trạm bơm nước nhỏ. Tại trạm bơm cấp 1, nước sông được thu vào những hầm thu nước, qua ống thu nước đặt dưới mực nước sông sau đó đến nhà máy. Nước sông được dẫn qua ống ngầm sau đó đi qua bể phân phối và di chuyển đến các bể lắng ngang. Nước sau khi qua bể lắng được đổ vào kênh dẫn, sau đó phân phối nước cho các bể lọc. Tại đây, clo sẽ được bơm vào để khử trùng nguồn nước rồi được luân chuyển về các bể nước sạch sau đó dẫn vào trạm bơm cấp 2.
Theo báo Nhân Dân, nhà máy nước Thủ Đức thực hiện giám sát bằng hệ thống đo lường chất lượng nước trực tuyến và quản lý chất lượng theo tiêu chuẩn ISO 9001:2008. Do đó, nguồn nước lấy từ nhà máy là an toàn, đạt tiêu chuẩn quy định để có thể uống trực tiếp ngay tại vòi.

## Vai trò
Theo báo Nhân Dân, Nhà máy nước Thủ Đức đáp ứng 50% nhu cầu sản xuất và đời sống cho cư dân Thành phố Hồ Chí Minh. Còn theo báo Công An Thành phố Hồ Chí Minh, đây là nhà máy nước lớn nhất thành phố, cung cấp đến 80% tổng sản lượng nước lọc trên địa bàn.
Ngày 22 tháng 11 năm 2019, Bộ Công an tiến hành lấy ý kiến góp ý cho dự thảo sửa đổi, bổ sung một số điều của nghị định 37 về việc đưa nhà máy nước Thủ Đức cùng Tổng kho xăng dầu Nhà Bè cũng như một vài địa điểm khác vào danh mục những địa điểm cần có cảnh sát bảo vệ. Về việc này, đại diện người phát ngôn Bộ Tư lệnh Cảnh sát cơ động lý giải: "Nhà máy nước Thủ Đức là công trình thuộc sở hữu nhà nước, có quy mô lớn, cấp nước cho hàng triệu hộ dân ở Thành phố Hồ Chí Minh. Ngoài ra, dự án này nằm trùng với hệ thống điện 500 kV quốc gia nên cần phải được bảo vệ nghiêm ngặt".